# Грюневальд, Маттиас
Маттиас Грюневальд, настоящее имя Матис Готхарт Нитхарт (нем. Matthias Grünewald, Mathis Gothart-Nithart; Вюрцбург, 1470 или 1475 — Галле, 1528) — последний великий художник эпохи Северного Возрождения. Сохранилось не более десятка его произведений, из которых главное — «Изенгеймский алтарь». Работал при дворе майнцских архиепископов (1508—1525). В своём творчестве с беспредельной силой выразил трагическое эмоциональное напряжение и возвышенный мистический спиритуализм эпохи. Забытый художник, он был вновь открыт в начале XX века немецкими экспрессионистами, которые сочли его своим прямым предшественником.

## Имя художника
«Личность Матиса Нитхарта-Готхарта по сей день окружена тайной. Один из величайших живописцев европейского Возрождения был забыт вскоре после смерти… Его произведения шли под чужими именами, а сам художник фигурировал в книгах и исследованиях под именем Грюневальд, настолько прочно привившимся, что сейчас, когда нам известно его истинное имя, мы не в силах отказаться от вымышленного… Судя по всему живописцев по имени Матис было по меньшей мере два [известен и резчик по дереву Матис Грюн]… В довершение всего в какой-то момент жизни Мастер Матис добавил к своему имени Нитхарт имя Готхарт, запутав и без того неясные тексты источников».
В 2002 году были опубликованы результаты исследования историка искусства Карла Арндта, в соответствии с которыми художник носил имя Готхарт («Преданный Богу») и фамилию Нитхарт. На это указывает и его монограмма «M.G.N» (Mathis Gothart Nithart). Именем Матиас Грюневальд, под которым Готхарт Нитхарт вошёл во всемирную историю искусства, художник обязан биографу Иоахиму фон Зандрарту («немецкому Вазари»), который в сочинении «Немецкая академия» (опубликовано в 1675 и 1679 годах), по всей видимости, спутал Готхарта Нитхарта с другим художником, работавшим на рубеже XIV—XV вв. в городе Зелигенштадте недалеко от Франкфурта. Вплоть до XX века книга Зандрарта оставалась по сути единственным источником сведений о Грюневальде, хотя он и не был в этом первым.
Ещё в 1573 году страсбургский печатник и издатель Бернхард Джобин упоминал Матиса фон Ошнабурга (Mathis von Oschnaburg), между 1570 и 1586 годами базельский коллекционер Базилиус Амербах писал о Матисе фон Ашенбурге (Mathis von Aschenburg) и, наконец, в 1620 году издатель Винценц Штайнмайер говорил о Матисе фон Ашаффенбурге в предисловие к сборнику гравюр на дереве.
Лишь в XVII веке к современным прозвания «Грюн» (Зелёный) и «Грюневальд» (Зелёный лес). Зандрарт не обязательно был автором: из его частично автобиографического описания 1675 года становится ясно, что он, должно быть, знал это имя ещё до своей поездки в Италию в 1629 году и связывал его с «Матиасом фон Ашаффенбургом». В 1641 году, задолго до того, как книга Зандрарта была напечатана, Маттеус Мериан говорил о «Матеусе Грюн из Ашаффенбурга». Вероятно, Зандрарт провёл собственное исследование и смешал биографии нескольких людей из-за частичного совпадения имён. В 1917 году историк искусства Вальтер Карл Цюльх впервые опубликовал результаты исследований, которые позволили проследить происхождение художника до Матиса Нитхарта или Готарта, а в 1938 году была опубликована его монография «Исторический Грюневальд. Матис Готхардт-Нитхардт» (Der historische Grünewald. Mathis Gothardt-Neithardt).
Частая путаница с вариантами имён «Матис (Матиас)», «Готхарт» и «Нитхарт», особенно в современных документах, связана с диалектной неразберихой и отсутствием стандартизированного написания. Связь между двумя именами возникает только один раз, в 1528 году, во время переговоров о наследстве художника во Франкфуртском суде: его имя указано в протоколе как «Nithart ader Gothart», то есть «Матис Нитхарт» или «Матис Готхарт». По мнению Рикенберга, нет ничего, что указывало бы на то, что у Грюневальда было двойное имя, как утверждал Цюльх. Что касается монограммы «M.G.N», встречающейся на некоторых произведениях художника, «N» могла быть, согласно обычаю, первой буквой места рождения Грюневальда.

## Биография
Скудные данные о жизни художника сводятся к следующему. Матиас Грюневальд родился в Вюрцбурге в период 1475—1480 годов. Где и у кого он учился живописи, неизвестно. Считали, что он учился в Италии или Нидерландах. Рассматривались гипотезы о его пребывании в Нюрнберге и Аугсбурге. «Грюневальд настолько самобытная фигура, независимая от внешних влияний, что просто невозможно сконструировать хоть какую-то его зависимость от кого-либо из современников. Ведь даже искусство Дюрера почти не нашло отзвука в творчестве Матиса! Единственное, о чём можно говорить с какой-то долей уверенности, это о знакомстве Грюневальда с Гансом Гольбейном Старшим».
Впоследствии, около 1516 года, Грюневальд поступил на службу к новому архиепископу Майнца Альбрехту Бранденбургскому в качестве придворного живописца. Он отвечал за контроль строительных проектов при дворе архиепископа в жилом городе Галле-ан-дер-Заале. В этой роли ему было поручено спланировать водопровод от Хайбаха до коллегиальной церкви в Ашаффенбурге и контролировать его строительство.
Около 1526 года Грюневальд оставил придворную службу и поселился во Франкфурте-на-Майне, что часто рассматривают в связи с симпатиями к восставшим в годы Крестьянской войны. В вольном имперском городе он зарабатывал на жизнь мыловаром. Летом 1527 года он вернулся на свое прежнее место работы в Галле, где должен был делать чертёж мельницы для Магдебурга. Друзья художника сообщили городскому судье 1 сентября 1528 года, что он умер. Поэтому полагают, что 31 августа 1528 года является днём его смерти. Однако эта дата не документирована.
Согласно исследованиям его биографа Иоахима фон Зандрарта, Грюневальд был строгим, аскетичным человеком, но открытым для новых идей. Неизвестно, был ли он когда-либо женат. Однако у него был приёмный сын Андреас Нитхарт, который боролся за возвращение наследства своего отца в течение многих лет до 1540 года.

## Творчество
До нашего времени дошло немного произведений Грюневальда — всего десять, из которых одни представляют собой многостворчатые алтари, другие — сохранившиеся фрагменты алтарных композиций и отдельные одночастные картины. Также уцелело порядка тридцати пяти рисунков, сделанных его рукой. В последнее время было не только открыто настоящее имя художника, но и сделано немало удачных попыток проследить перипетии его жизненного и творческого пути на фоне исторической панорамы того бурного времени.
В свете сохранившихся документов Грюневальд представляется человеком широкой эрудиции и многосторонней одарённости, типичным представителем эпохи Северного Возрождения. Наряду с наукой его волновали проблемы религии, философии и общественного устройства. Его искусство пронизано глубочайшей человечностью, живым состраданием к человеческим мукам, неисчислимым страданиям, которые он наблюдал вокруг. На его глазах прошло восстание «Башмака», Великая Крестьянская война, Реформация — первая революция в Европе, потрясшая сознание людей и весь феодальный мир, и вместе с тем он стал свидетелем кровавых расправ с восставшими крестьянами. Наделённый в высшей степени восприимчивой душой, Грюневальд вслед за Босхом отразил в своём искусстве ощущения трагедии человеческой жизни.

### «Поругание Христа»
Эта картина относится к числу ранних творений художника, датируется приблизительно 1505 годом и служила эпитафией Аполонии фон Кронберг, сестре рыцаря Иоганна фон Кронберга, служившего управляющим резиденцией архиепископа Майнцского в Ашаффенбурге. Мастер Нитхарт работал там в качестве придворного художника и «водяных дел мастера», инженера-гидравлика, как назвали бы эту специальность сейчас.
«Поругание Христа» представляет собой редко встречавшийся до этого иконографический сюжет. В Евангелиях рассказывается, что после предательства Иуды в Гефсиманском саду стражники привели Христа в дом первосвященника Каиафы и всю ночь глумились над ним. Издеваясь над его пророчествами, они надели на его глаза повязку и, ударяя по лицу, требовали узнать, кто бил. Грюневальд представляет Христа в образе человека, исполненного величавой кротости и терпения. Ужас циничного надругательства и бесчеловечности, казалось, воплощён Грюневальдом в самом колористическом строе произведения. Живописное решение призвано произвести сильное волнение в душе зрителя своей намеренной резкостью, напряжённостью, холодными, высветленными тонами. Грюневальд мыслит как живописец, открывая эмоциональную значимость колорита, его способность быть носителем стихии чувств. В этом смысле кажется возможным влияние на Грюневальда великого нидерландца Хуго ван дер Гуса, скончавшегося за десятилетие до работы Грюневальда в Красном монастыре близ Брюсселя. В картине видна фигура Иосифа из Аримафеи, пытающегося уговорить сжалиться мордастого стражника, и скорбное лицо другого человека, взявшего с мольбой того же стражника за плечо. Сутолока фигур усугубляется дробностью композиции. Будучи эпитафией, эта картина должна была примирить людей со смертью и скорбью.

### «Встреча святого Эразма и святого Маврикия»
Огромная торжественная картина исполнена особого церковного пафоса. Она производит впечатление хорошо разыгрываемой исполнителями важной сцены. Картина была заказана Нитхарту новым Майнцским архиепископом, молодым Альбрехтом Бранденбургским, и создана, вероятно, между 1520 и 1524 годами. Святой Эразм имеет портретные черты самого Альбрехта. Он изображён в роскошном архиепископском облачении. Он держит в правой руке атрибут своего мученичества — ворот, обмотанный внутренностями, вырванными мучителями из его тела. Напротив него стоит святой Маврикий в серебряных латах. Он обращается к святому Эразму подняв свою, облачённую в белую перчатку, руку. Маврикий, который, по преданию, был предводителем так называемого «Фиваидского легиона», первого в Риме легиона, в котором служили исключительно христиане. Этот легион располагался в Фивах в Египте и был истреблён в Швейцарии в долине реки Роны из-за отказа принять участие в наказании единоверцев из числа местного населения. Позади Эразма стоит седой аббат, учёный, советник архиепископа. Позади Маврикия — его солдаты. Позы, движения, одеяния, выражения лиц и краски четырёх фигур, изображённых на картине, характеризуют различных представителей средневекового общества. Предводитель духовенства Европы встречается с предводителем солдат Африки.
У ног фигур художник поместил вышитые гербы владений Альбрехта Бранденбургского, который сочинил программу этого произведения. В свою резиденцию в Галле он перенёс мощи Святого Эразма и популяризировал его культ. Покровителем Галле считался Святой Маврикий, второй главный персонаж картины. Опираясь на меч, Маврикий словно предлагает свою помощь и своё оружие. Не исключена возможность, что в те годы искавший союза с рыцарством архиепископ Альбрехт пожелал отразить эти идеи в картине, доступной для обозрения в бывшей монастырской церкви в Галле, но настоял на выражении примата духовной власти над светской. Картину отличает живописное мастерство художника: игра рефлексов, гармония золотистых, красных, серебристо-голубых тонов.

## Повторное открытие
Несмотря на дифирамбы в книге Иоахима Зандрарта «Немецкая Академия», Грюневальд в эпоху академического классицизма был предан почти полному забвению. Авторство «Изенгеймского алтаря» до середины XIX в. приписывалось Альбрехту Дюреру либо Хансу Бальдунгу, «Штуппахской Мадонны» — Питеру Паулю Рубенсу.
Российский художник и историк искусства А. Н. Бенуа писал в 1912 году, что Грюневальд — сплошная загадка, и называл художника «страшной фигурой», «одиноким визионером». В книге «История русской живописи в XIX веке» отмечал, что с «Распятиями» Грюневальда по силе и убедительности образов он может поставить рядом только «Распятие» Николая Ге 1894 года и ряд скульптурных работ испанских мастеров.
Глубокая эмоциональность творчества Грюневальда влекла к себе экспрессионистов, которые поставили его в число величайших художников в истории Германии. К примеру, его последователем называл себя Отто Дикс. Пауль Хиндемит написал оперу и симфонию под названием «Художник Матис», главным действующим лицом которых является художник Матиас Грюневальд. По сюжету оперы художнику в его видениях одна за другой являются фигуры будущего огромного алтарного образа — «Изенгеймского алтаря». В одноимённой симфонии Хиндемита «Ангельский концерт», «Положение во гроб» и «Искушения Святого Антония» музыкальным языком описывается три последовательных раскрытия «Изенгеймского алтаря».

## Галерея
- Плачущая женщина. Между 1512 и 1514. Бумага, уголь. Частное собрание, Швейцария
- Портрет Маргареты Прельвиц. Бумага, уголь, сангина. Лувр, Париж
- Этюд  Святого Иоанна к картине «Распятие». Между 1522 и 1525. Бумага, уголь. Гравюрный кабинет, Берлин
- Портрет улыбающейся женщины в шляпе. Бумага, серебряный штифт. Лувр, Париж
- Портрет молодого художника. Между 1490 и 1500. Дерево, масло. Чикагский институт искусств
- Портрет графа Иоганна фон Райнека. Ок. 1500.
- Maлое Распятие. Между 1511 и 1520. Дерево, масло. Национальная галерея искусства, Вашингтон
- Святой Себастьян. Деталь Изенгеймского алтаря
- Святая Доротея. Деталь Алтаря Кобурга. Ок. 1500. Дерево, темпера